# Sinomiopteryx brevifrons
Sinomiopteryx brevifrons är en bönsyrseart som beskrevs av Wang och Wen-Xuan Bi 1991. Sinomiopteryx brevifrons ingår i släktet Sinomiopteryx och familjen Thespidae. Inga underarter finns listade i Catalogue of Life.